# Angela Park
Angela Park, née le 25 août 1988 à Foz do Iguaçu, est une golfeuse brésilienne.

## Biographie
Née au Brésil, pays dans lequel ses parents, Coréens, exercent leurs professions, elle rejoint la Californie à l'âge de 8 ans, Californie où elle passe le reste de sa jeunesse.
C'est en 2008 qu'elle obtient la nationalité américaine.
Après une carrière amateure où elle termine 24 fois sur les 29 tournois disputés dans le Top 10, elle passe professionnelle en 2006. En décembre 2006, elle obtient sa carte pour le circuit LPGA. Pour sa première saison, elle termine meilleure débutante, Rookie of the Year. Son meilleur résultat est une deuxième place lors de l'US Open, tournoi dont elle occupe la tête après le deuxième tour.